# دام تلفورد
دام تلفورد (انگلیسی: Dom Telford؛ زادهٔ ۵ دسامبر ۱۹۹۶) بازیکن فوتبال اهل بریتانیا است.
از باشگاه‌هایی که در آن بازی کرده است می‌توان به باشگاه فوتبال استوک سیتی و باشگاه فوتبال بلکپول اشاره کرد.